# 派尼奧拉 (佛羅里達州)
皮尼奧拉（英語：Pineola）是位於美國佛羅里達州西特拉斯縣的一個非建制地區。該地的面積和人口皆未知。

## 地理
皮尼奧拉的座標為28°41′20″N 82°16′23″W / 28.68889°N 82.27306°W，而該地的平均海拔高度為20米（即66英尺）。